# اندیس میدان بالا۱
میدان بالا۱ یک اندیس غیرفلزی است که در حوالی شهر خوی استان آذربایجان غربی قرار دارد و مادهٔ معدنی موجود در آن، تالک است. سنگ میزبان این اندیس آمفیبولیت، افیولیت‌ها است